# Mnasitheus
Mnasitheus là một chi bướm ngày thuộc họ Bướm nâu.